# Tibble, Täby kommun
För andra betydelser, se Tibble.
Tibble är en central stadsdel, tidigare gård, i Täby kommun, Stockholms län.
Den gränsar i väster till Ella Gård, i norr till Ensta, i öster till Gribbylund och Viggbyholm samt i söder till Näsby Park och Roslags Näsby. 
Inom kommundelen ligger det stora köpcentrumet Täby centrum, samt bostadsområden från 50-60-talet som Grindtorp, Näsbydal, Storstugan och HSB:s låghusområden vid Marknadsvägen och Åkerbyvägen. I det trekantiga område som inramas av Attundavägen och Roslagsbanans båda grenar ligger två stora skolor,  Tibble gymnasium och Åva gymnasium, idrottsanläggningar som Tibblehallen, Tibblevallen, Tibblebadet och Tibble ishall samt den kubiskt formade Tibble kyrka.
Under 2010-talet har en omfattande nybebyggelse skett. På Attundafältet, som tidigare utnyttjats som parkeringsfält, har fyra bostadskvarter, liksom ett nytt kommunhus uppförts. Ett nytt torg, kallat Täby torg har anlagts mellan dessa nya kvarter och Täby centrum. Köpcentrumet har utvidgats och moderniserats. Parkeringsfältet har ersatts av underjordisk parkering.
Inom Tibble låg också den stora kapplöpningsbanan Täby Galopp fram till 2016. Den avvecklades då till förmån för en ny kapplöpningsbana, Bro Park i Upplands-Bro kommun. Ett nytt bostadsområde, kallat Täby park, kommer att byggas på platsen.

## Kollektivtrafik
Roslagsbanan har tre stationer inom stadsdelen:
- Täby centrum, på Österskärsgrenen, har en bussterminal för lokala busslinjer.
- Galoppfältet, på  Österskärsgrenen, som betjänar Åkerby industriområde och bostadsområdet vid Marknadsvägen samt den tidigare galoppbanan och det framtida bostadsområdet.
- Tibble, på grenen mot Kårsta, betjänar Täby centrum, idrottsanläggningarna och bostadsbebyggelsen i Ella Gård samt Tibble och Åva gymnasier.